# Флерсгайм-ам-Майн
Флерсгайм-ам-Майн (нім. Flörsheim am Main) — місто в Німеччині, знаходиться в землі Гессен. Підпорядковується адміністративному округу Дармштадт. Входить до складу району Майн-Таунус.
Площа — 22,95 км2. Населення становить 21 695 ос. (станом на 31 грудня 2020).